# 北上川
北上川（日语：／ Kitakamigawa */?）是日本一條河流，流經岩手縣和宮城縣，為一級水系。北上川全長249公里，流域面積10,150平方公里，是東北地方最大的河流，日本全國第四的河流。

## 關連項目
- 河川總合開發事業

## 外部連結
- 国土交通省東北地方整備局 岩手河川国道事務所 （页面存档备份，存于）